# Prostaglandin E2
Prostaglandin E2 (PGE2), còn được gọi là dinoprostone, là một prostaglandin tự nhiên được dùng cho mục đích y tế. Thuốc này có thể sử dụng trong trường hợp cảm ứng lao động, chảy máu sau khi sinh, chấm dứt thai kỳ, và dùng cho trẻ sơ sinh để giữ cho ống động mạch mở. Nếu dùng cho trẻ sơ sinh, chúng được sử dụng ở những trẻ bị khuyết tật bẩm sinh cho đến khi phẫu thuật được thực hiện. Thuốc có thể được đặt trong âm đạo hoặc tiêm vào tĩnh mạch.
Các tác dụng phụ thường gặp bao gồm nôn mửa, sốt, tiêu chảy và co thắt tử cung quá mức. Ở trẻ sơ sinh thì có thể giảm thở và hạ huyết áp. Chăm sóc nên được thực hiện ở những người bị hen suyễn hoặc tăng nhãn áp. Chúng không được khuyến cáo ở những người từng bị xếp vào nhóm C. Prostaglandin E2 thuộc họ thuốc oxytocin. Chúng hoạt động bằng cách gắn kết và kích hoạt thụ thể prostaglandin E2 dẫn đến việc mở và làm mềm cổ tử cung cũng như làm giãn mạch máu.
Prostaglandin E2 lần đầu tiên được sản xuất vào năm 1970 và được chấp thuận cho sử dụng y tế tại Hoa Kỳ vào năm 1977. Nó nằm trong danh sách các thuốc thiết yếu của Tổ chức Y tế Thế giới, tức là nhóm các loại thuốc hiệu quả và an toàn nhất cần thiết trong một hệ thống y tế. Ở Vương quốc Anh, một liều thuốc cần trả cho NHS khoảng 8,50 đến 30,00 pound. Tại Hoa Kỳ, một đợt điều trị có giá hơn 200 USD. Prostaglandin E2 hoạt động cũng như prostaglandin E1 ở trẻ sơ sinh; tuy nhiên, nó rẻ hơn nhiều.